# Estação Faidherbe - Chaligny
Faidherbe - Chaligny é uma estação da linha 8 do Metrô de Paris, localizada no limite do 11.º e do 12.º arrondissements de Paris.

## Localização
A estação se situa na encruzilhada de várias vias como a rue Faidherbe e a rue Chaligny. Ela se situa na place du Docteur-Antoine-Béclère, que está entre a rue de Faidherbe, no lado do 11.º arrondissement, e as ruas de Reuilly e Chaligny, no lado do 12.º.

## História
A estação foi aberta em 5 de maio de 1931 com a entrada em serviço da extensão da linha 8 de Richelieu - Drouot para Porte de Charenton.
Ela deve seu nome, por um lado, à sua proximidade com a rue Faidherbe, que faz homenagem ao general Louis Léon César Faidherbe (1818-1889), que foi governador do Senegal de 1854 a 1861 e de 1863 a 1865.
A estação também leva o nome da rue Chaligny, em homenagem à família Chaligny, que tem dado origem ilustres fundidores lorenos.
Em 2011 2 974 641 passageiros entraram nesta estação. Em 2012, foram 3 059 857 passageiros. Ela viu entrar 3 079 358 passageiros em 2013, o que a coloca na 171ª posição das estações de metrô por sua frequência em 302.

## Serviços aos Passageiros

### Acessos
A estação possui três acessos:
- Acesso 1: Rue Faidherbe: em frente ao n° 1/3 da rue de Montreuil;
- Acesso 2: Rue Chaligny: em frente ao n° 31 da rue Chaligny;
- Acesso 3: Rue du Faubourg-Saint-Antoine: em frente ao n° 196 da rue du Faubourg-Saint-Antoine.

### Plataformas

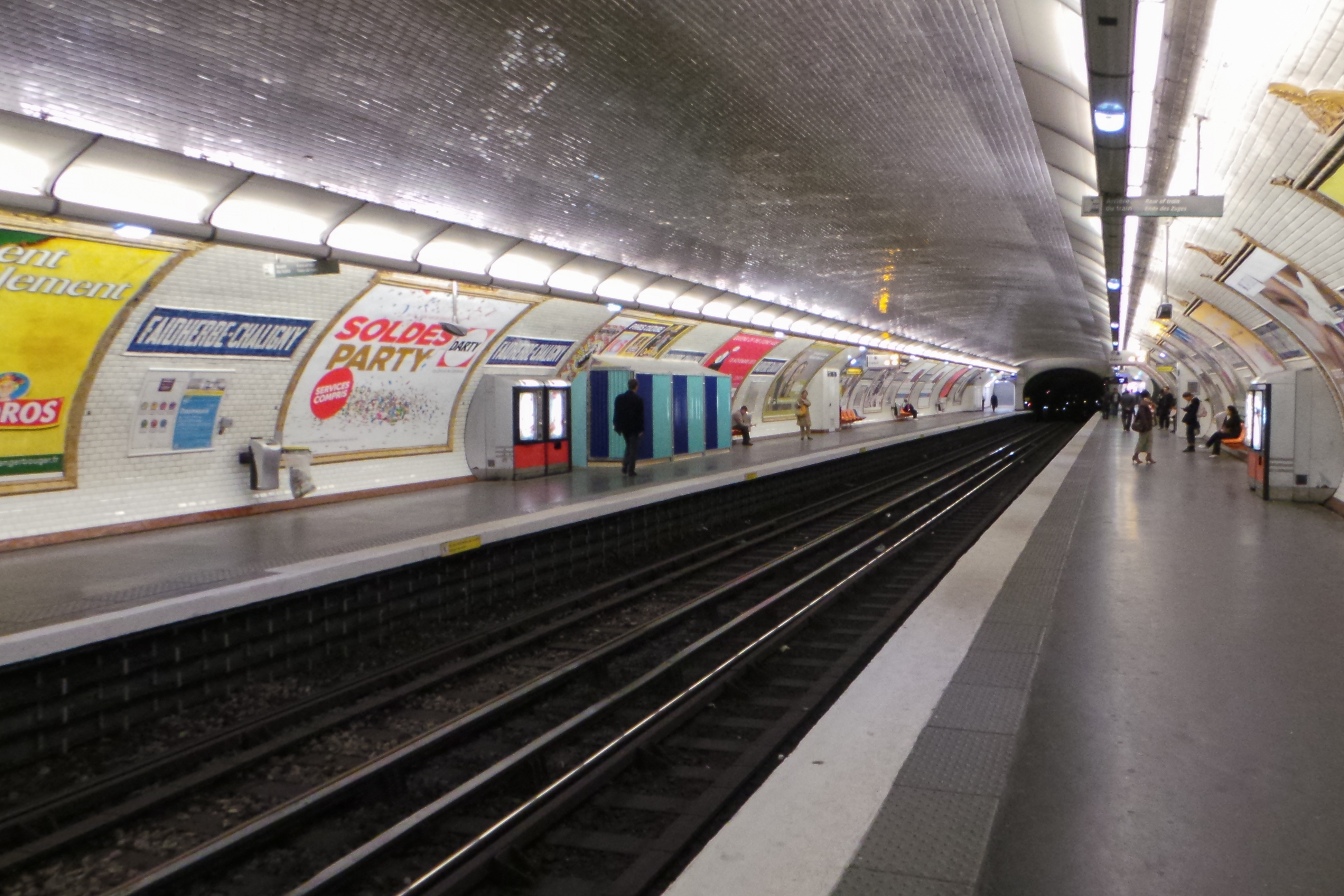
Plataformas da estação.

Faidherbe - Chaligny é uma estação de configuração padrão: ela possui duas plataformas laterais, separadas pelas vias do metrô e a abóbada é elíptica. A decoração é do estilo utilizado pela maioria das estações do metrô: a faixa de iluminação é branca e arredondada no estilo "Gaudin" da renovação do metrô da década de 2000, e as telhas em cerâmica brancas biseladas recobrem os pés-direitos, a abóbada e o tímpano. Os quadros publicitários são em faiança da cor de mel e o nome da estação é também em faiança. Os assentos são do estilo "Motte" de cor laranja.

### Intermodalidade
A estação é servida pelas linhas 46 e 86 da rede de ônibus RATP

## Pontos turísticos
Neste local, pode se ver a Fontaine de Montreuil, criada em 20 de setembro de 1719, que serviu nesta época para irrigar os açougues vizinhos do Faubourg Saint-Antoine. Em 28 de abril de 1789 ocorreu uma batalha entre o povo e o exército, que foi importante no "Caso Réveillon" e um prenúncio da Revolução Francesa. Sobre esta praça se encontra a Folie Titon, de onde decolou o primeiro balão de ar quente, em 19 de outubro de 1783, e onde a revolta começou em 1789. A entrada principal do Hôpital Saint-Antoine e da antena de medicina da Universidade Pierre e Marie Curie é justo entre as duas saídas da estação. Finalmente, no final da rue Faidherbe se situa o Palais de la Femme, centro de acolhimento para mulheres solitárias.